# Michael Tarnat
Michael Tarnat (Hilden, 27 de outubro de 1969), é um ex-futebolista alemão. Jogou como lateral-esquerdo, zagueiro-central, ala esquerdo e até na posição de volante. Tarnat é muito respeitado em seu país de origem, tendo por apelido "Tanne", o que significa Abeto em alemão. Tarnat disputou a Copa do Mundo de 1998 por seu país.

## Carreira

### Início de Carreira
O pequeno clube amador do Sv Hilden-Nord foi quem viu os primeiros jogos de Tarnat como amador, de onde saiu para o MSV Duisburgo em 1990. Estreou na Bundesliga em 2 de agosto de 2001, contra o VfB Stuttgart. Fez seu primeiro gol na liga em 27 de agosto de '93, contra o VfB Leipzig, num jogo que acabou empatado. Eventualmente, Tarnat se transferiu ao Karlsruher SC em 1994, num time comandado pelo grande descobridor de talentos Winfried Schäfer e que contava também com Thorsten Fink e o habilíssimo Thomas Häßler. Tarnat foi muito importante para o clube, marcando 7 gols em três temporadas. O clube acabou rebaixado na temporada 97-98, seguinte à sua saída.

### Bayern de Munique
No verão de 1997, Tarnat se transferiu para o Bayern juntamente com Thorsten Fink. Michael chegou ao clube juntamente com Bixente Lizarazu, lateral francês que viria a marcar época no clube bávaro. Tarnat começou como titular, e quase uma temporada se passou até que Ottmar Hitzfeld achasse a formação ideal: Lizarazu na lateral e Tarnat no meio, junto com Stefan Effenberg, Mario Basler, Thomas Strunz ou Jens Jeremies. Tarnat teve uma carreira muito vitoriosa com o clube de Munique, vencendo a Copa da Alemanha em 1998, 2000 e 2003, a Copa dos Campeões da Europa em 2001 e o Campeonato Alemão em 1999, 2000, 2001 e 2003. No entanto, essa última conquista não foi muito significativa, pois Tarnat jogou muito pouco em suas duas últimas temporadas no Bayern devido a lesões. Ainda assim, fez 11 gols em 145 jogos pelo clube, tendo participado da histórica final da Champions League em 1999, na qual o Manchester United virou nos acréscimos o jogo que perdia por 1 a 0. Na final de 2001 contra o Valencia CF, Tarnat não entrou em campo.
O momento mais emblemático de sua carreira no Bayern foi na temporada 99-2000, em Frankfurt, contra o Eintracht Frankfurt. Oliver Kahn, o goleiro titular do Bayern, lesionou-se e Bernd Dreher, seu reserva, passou apenas 10 minutos em campo antes de também requerer substituição. Sem mais goleiros, Hitzfeld recorreu a seu jogador mais versátil: Michael entrou para defender o gol de sua equipe. Memoravelmente, o time, que estava perdendo por 1 a 0, virou para 2 a 1 após a entrada de Tarnat.

### Manchester City e Hannover
Após o fim de seu contrato, em 2003, Tarnat não o teve renovado pelo Bayern, e pensava-se que sua carreira acabaria ali. Mas ele acertou com o Manchester City, e não decepcionou: fez 32 partidas na temporada e marcou três gols, um deles na estréia. Porém foi um (outro) mau ano para o City, e Tarnat não quis ficar na Inglaterra lutando para não cair. Voltou para a Alemanha no ano seguinte, e seu destino foi o modesto Hannover 96. Novamente, a carreira dele foi posta em xeque, muitos imaginavam que ele apenas queria passar mais uma temporada em algum clube antes de iniciar carreira administrativa. Porém ele já fez desde então 89 partidas e oito gols pelo time da baixa Saxônia, sendo titular absoluto e um líder do seu time dentro de campo, além de ser um dos mais queridos da torcida.

## Carreira na Seleção
Tarnat recebeu seu primeiro chamado pela Seleção Alemã de Futebol em 1996, e em 9 de Outubro daquele ano, estreava numa goleada de 5 a 1 em cima da Armênia em plena Erevan. Tarnat foi chamado para a Copa do Mundo de 1998, onde disputou quatro dos cinco jogos do time: após ficar no banco na vitória sobre os EUA, ele entrou na vaga de Christian Ziege no jogo contra a Iugoslávia. Seu potente chute numa cobrança de falta foi desviado por Siniša Mihajlović e entrou, dando início ao que seria o empate por 2 a 2, dado que os alemães perdiam por 2 a 0. Tarnat foi mantido nos jogos contra o Irã, na qual foi substituído por Ziege. e contra o México. Nada pôde fazer quando os alemães foram superados pela Croácia por 3 a 0, após a expulsão de Christian Wörns. Tarnat não deu seguimento à sua carreira internacional pois começou a sofrer com lesões. Preterido na Copa das Confederações de 1999, na Euro 2000 e na Copa do Mundo de 2002, Tarnat já tinha 33 anos e poucas chances de retornar ao selecionado alemão, e assim, sua breve carreira internacional chegou ao fim, com 19 partidas disputadas e nenhum gol.

## Ligações Externas
- Perfil na Fussballdaten